# 1953年比尔森起义
1953年捷克斯洛伐克比尔森起义（或称1953年捷克斯洛伐克比尔森叛乱）是指1953年5月发生捷克斯洛伐克的比尔森为期三天的工人罢工与叛乱；其目的是为了反对捷克斯洛伐克共产党所推行的货币改革。

## 历史背景
1948年捷克斯洛伐克共产党夺权后；其开始着手于发展重工业，特别是为此扩大了军备的生产；而在农业方面则强制农业集体化；以上这些政策导致了消费品短缺，尤其是食品；还导致了捷克斯洛伐克高至28%通货膨胀率。政府的回应则是在1953年提高国家供应商品的价格。这引起了人们不不满并导致了短暂的罢工。
而政府接下来实行的措施是货币改革，这相当于对人们的储蓄金进行贬值。所有储蓄按50比1的比例贬值，所有工资按5比1的比例贬值，只有小部分人可以逃过一劫；政府补助停止，按补贴价格配给的食品也被终止，而工作配额却增加了。在经过几个月的流言和政府一直否认改革之后，改革消息于5月31日22:00由政府宣布。

### 比尔森
比尔森是波西米亚西部的城市；其重工业发达，当地最大工厂是著名的斯柯达。在过去的几年里，该市工人为争取更好福利而罢工。值得一提的是，当时许多罢工是由共产党所领导的。
若共产党在1948年后的改革有利于重工业的工人；那就不会有罢工叛乱了。然而在1953年，斯柯达工厂的管理层故意提前一周付清了5月份的工资，这提前发的工资在货币改革之后整整贬值了80%。

## 起义
货币改革的消息在比尔森斯柯达工厂的夜班工人中传播，他们回应是进行罢工。第二天早上，罢工队伍决定向市中心游行。中午时分，罢工者袭击了市政厅，并开始在街道上设置路障，破坏共产党标志。出现了要求结束一党统治的海报和标语。
一些当地的共产党员和制服警察也加入或被迫加入叛乱，还有2000名学生也加入了叛乱。罢工者试图袭击博里监狱，打算释放囚犯，但袭击失败；示威者们没有建立起领导机构；其行动是混乱和不协调的。为了镇压起义，强大的增援部队被召至该市，其中包括边防军、捷克斯洛伐克人民军、人民民兵、国家安全局和国家安全部的部队。下午，部队逐渐恢复了对城市的控制，晚上只发生了个别的小规模冲突
政府派出了两个警察营，共约8000人，以及一支由2500人和80辆坦克组成的军队来镇压叛乱。在街头打斗中，约有220名叛乱分子受伤。6月2日下午，最后一批叛乱分子放弃；2000多人被俘；其后政府实施了戒严令。起义的领导人迅速受到审判并被判监禁，其中一领导人甚至被处决。参加过叛乱的共产党员和民兵受到了严厉惩罚。

### 其他城市
在波希米亚和摩拉维亚的19家大型工业工厂以及在诸如克拉德诺和奥斯特拉瓦等工业城市，也发起了罢工。这些罢工没有比尔森演变成暴力示威；估计有36万名工人参加罢工；其中多达25万名工人在街上游行示威。

## 后续
直到1989年之前，捷克斯洛伐克共产党将这事说成是由帝国主义的代理人挑起的；最后此次引发了捷共内部一场清洗：诸如认为亲“社会民主主义”与不忠的党员被清洗。而军队表示，任何未来所发生的起义都将被镇压。
6月8日，除货币改革外，5月31日制定的改革措施被收回；而商品价格被迫调低。这次起义和其他中欧国家发生的其他起义迫使苏联对东欧卫星国收紧控制。
除了之后的苏联入侵捷克斯洛伐克外；捷克斯洛伐克再没有发生暴力起义。1989年的天鹅绒革命为和平政权过渡没有流血。而如今的捷克公众对此事缺乏了解；并在这之后，捷克斯洛伐克的货币稳定性和信用一直受到质疑与动摇。

## 外部资料

### 報章
- Pfaff, I. . Die Zeit (Hamburg). 2003-05-22  [2021-12-19]. （原始内容存档于2021-12-19） （德语）.

### 期刊
- Kramer, M. . Journal of Cold War Studies. 1999, 1 (1): 17–22, "The Plzen Rebellion". doi:10.1162/15203970152521881.
- McDermott, K. . Contemporary European History. 2010, 19 (4): 287–307. doi:10.1017/S096077731000024X .